# Oleksandr Sosnowenko
Oleksandr Sosnowenko (ukrainisch Олександр Сосновенко, englisch Oleksandr Sosnovenko; * 24. März 2003) ist ein ukrainischer Leichtathlet, der sich auf den Sprint spezialisiert hat.

## Sportliche Laufbahn
Erste internationale Erfahrungen sammelte Oleksandr Sosnowenko im Jahr 2019, als er bei den U18-Balkan-Meisterschaften in Istanbul mit 58,87 s auf Rang acht im B-Lauf im 400-Meter-Lauf gelangte. 2021 belegte er bei den U20-Balkan-Hallenmeisterschaften in Sofia in 6,95 s den fünften Platz im 60-Meter-Lauf und im Juni siegte er in 10,47 s über 100 Meter bei den U20-Balkan-Meisterschaften in Istanbul. Anschließend schied er bei den U20-Europameisterschaften in Tallinn mit 10,69 s im Halbfinale im 100-Meter-Lauf aus und kam dann bei den U20-Weltmeisterschaften in Nairobi mit 11,20 s nicht über den Vorlauf hinaus. Im Jahr darauf gewann er bei den U20-Balkan-Hallenmeisterschaften in Belgrad in 6,86 s die Bronzemedaille über 60 Meter und im Juni belegte er bei den Balkan-Meisterschaften in Craiova mit der ukrainischen 4-mal-100-Meter-Staffel in 39,95 s den vierten Platz, ehe er bei den U20-Balkan-Meisterschaften in Denizli in 10,86 s die Bronzemedaille über 100 Meter gewann. 2023 schied er bei den U23-Europameisterschaften in Espoo mit 40,01 s im Vorlauf mit der Staffel aus und 2025 verpasste er bei den Balkan-Hallenmeisterschaften in Belgrad mit 6,92 s den Finaleinzug über 60 Meter. Ende Juni wurde er mit der Staffel bei der 1. Liga der Team-Europameisterschaft in Madrid disqualifiziert und anschließend schied er bei den U23-Europameisterschaften in Bergen mit 10,81 s in der ersten Runde über 100 Meter aus. Zudem verpasste er im Staffelbewerb mit 40,05 s den Finaleinzug. Daraufhin schied er bei den Balkan-Meisterschaften in Volos mit 10,75 s im Vorlauf über 100 Meter aus und gewann mit der Staffel in 39,63 s die Bronzemedaille hinter den Teams aus Griechenland und der Türkei.
In den Jahren 2022 und 2024 wurde Sosnowenko ukrainischer Meister in der 4-mal-100-Meter-Staffel.

## Persönliche Bestzeiten
- 100 Meter: 10,45 s (+2,0 m/s), 27. Mai 2025 in Luzk
  - 60 Meter (Halle): 6,77 s, 7. Februar 2023 in Kiew